# Остоумова улица

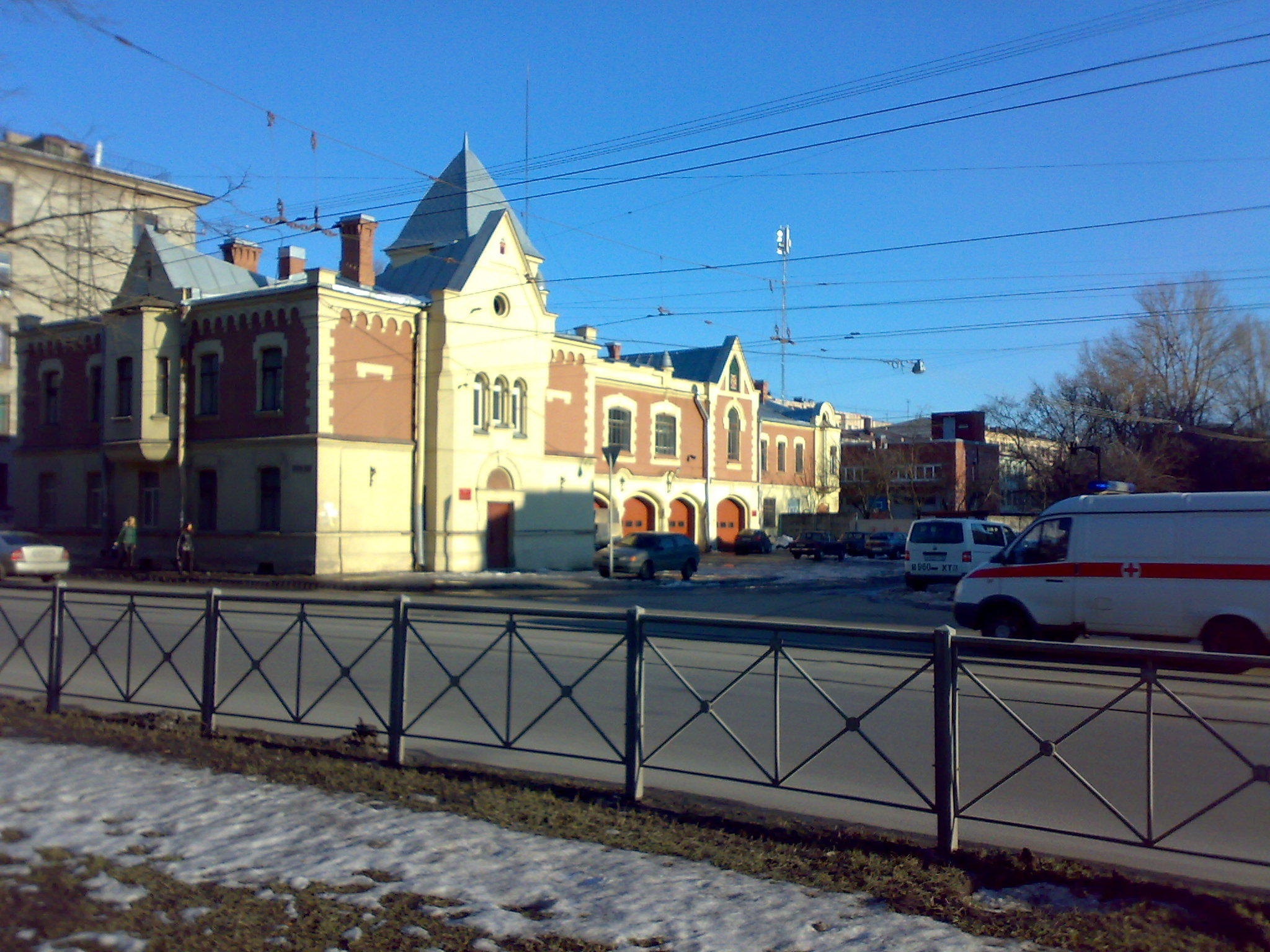
Пожарная часть на углу Остоумовой улицы и Малого проспекта

Остоу́мова у́лица — улица в Василеостровском районе Санкт-Петербурга. Проходит от Малого проспекта в сторону Среднего проспекта Васильевского острова.

## История
Название известно с 1828 года. Первоначальное название — Мостовая улица (она находилась между двумя мостами через Шкиперский проток). Впоследствии получила название по фамилии домовладельца. В ряде справочников и путеводителей ошибочно именовалась Остроумовой улицей.

## Достопримечательности
- 18 пожарная часть ГУ «8 отряд ФПС по Санкт-Петербургу» (дом 21/76)